# Mormopterus acetabulosus
Mormopterus acetabulosus é uma espécie de morcego da família Molossidae. Pode ser encontrada nas ilhas de Maurício e Reunião. Há quatro registros duvidosos: um para Madagascar, dois para a África do Sul (ambos próximos a Durban, um em 1833 e outro não-datado), e um para a Etiópia (entre os distritos de Shoa e Lago Rodolfo).